# Prodajus bigelowiensis
Prodajus bigelowiensis là một loài chân đều trong họ Dajidae. Loài này được Schultz & Allen miêu tả khoa học năm 1982.